# Cupo de pantalla
Cupo de pantalla es una política legislativa que regula un número mínimo de días cuando se muestran películas domésticas en teatros cada día para proteger a la industria doméstica de películas en un país. Este sistema se utiliza para que industrias extranjeras no puedan dominar el mercado de películas. La idea fue desarrollada en el Reino Unido en 1927. Otros países que utilizan este sistema incluyen Argentina, Francia, Malasia, Brasil, Pakistán, Italia, y lo más famoso, Corea del Sur.